# 西南木荷
西南木荷（学名：Schima wallichii）为山茶科木荷属下的一个种。

## 扩展阅读
- 維基物種上的相關：西南木荷